# Jodie Devos
Jodie Devos (Libramont-Chevigny, 10 oktober 1988 –  Parijs, 16 juni 2024) was een Belgische sopraan en operazangeres. Ze won in 2014 de tweede prijs en de publieksprijs op de Koningin Elisabethwedstrijd voor zang.

## Biografie
Jodie Devos werd geboren in Libramont-Chevigny, op 10 oktober 1988. Toen ze vijf jaar oud was, schreven haar ouders haar in voor een cursus koorzang in Neufchâteau, tijdens de zomervakantie. Hier ontdekte ze dat ze het fijn vond om te zingen. De cursus bestond voornamelijk uit populaire muziek; met klassieke muziek kwam ze pas in aanraking toen ze danslessen begon te volgen. Daarna kreeg ze aan de muziekacademie van Namen les van Benoît Giaux en Elise Gäbele. Ze ging verder studeren in Engeland, aan de Royal Academy of Music in Londen. Daar kreeg ze les van Lillian Watson en behaalde ze in 2013 haar masterdiploma.
Het volgende jaar nam ze deel aan de Koningin Elisabethwedstrijd. Tijdens de voorronde kreeg ze na twee nummers een appelflauwte. Van de jury mocht ze twee dagen later herkansen. In die voorronde begon ze met een versie van Ganymed van Schubert, gevolgd door Je réchauffe les bons uit Les enfants et les sortilèges van Ravel. Tijdens de wedstrijd zelf zong ze achtereenvolgens werk van Haydn, Mozart, Donizetti, Strauss en Bernstein. Ze kreeg de tweede prijs en de publieksprijs.
In 2014 trad ze toe tot het ensemble van de Opéra-Comique in Parijs, waar ze diverse rollen voor haar rekening nam. In december 2014 mocht ze daar de Franse sopraan Sabine Devieilhe vervangen voor de rol van Adèle in La Chauve-Souris van Johann Strauss. Daarnaast werkte ze ook samen met de operagezelschappen van Montpellier, Tours en Dijon en met de Philharmonie de Paris. Devos werkte reeds samen met maestro’s als Paolo Arrivabeni, Roland Boer, Laurent Campellone, Mikko Franck, Leonardo Garcia Alarcón, Dmitri Jurowski, Enrique Mazzola, Marc Minkowski, Christian Arming, Laurence Equilbey, Emmanuelle Haïm, Philippe Jordan, Louis Langrée, Marc Minkowski, François-Xavier Roth, Christophe Rousset en Guy van Waas. Ze speelde concerten in Frankrijk, Duitsland, Nederland, Polen, India, Canada, de Verenigde Staten en Brazilië en op festivals zoals Estivales en Médoc, Juillet Musical de Saint-Hubert, Saint-Riquier, Stavelot, Violon sur le sable en Mostly Mozart in New York.
In 2017 trad ze aan in een productie van Pelléas et Mélisande van Claude Debussy, in Opéra Bastille in Parijs, die geregisseerd werd door Robert Wilson. In De Munt vertolkte ze in 2018 de Königin der Nacht in Mozarts Die Zauberflöte, in een regie van Romeo Castellucci.
Als soliste zong ze met het Orchestre Philharmonique de Radio France, Orchestre Philharmonique de Monte Carlo, Orchestre Philharmonique Royal de Liège en het Belgian National Orchestra. Ze gaf recitals in Padua, Théâtre Impérial in Compiègne, Salle Gaveau en Théâtre des Bouffes du Nord in Parijs en de Flâneries musicales de Reims.
Haar soloalbum Offenbach - Colorature (Alpha Classics - 2019) werd bekroond met de Diapason d’Or de L’Année en de Oper! Award Best Solo Album.
And Love Said verscheen in 2021 en was een verzameling van haar favoriete muziek uit haar drie thuislanden: België, Engeland en Frankrijk. Begeleid door pianist Nicolas Krüger zong ze werk van Ivor Gurney, Benjamin Britten, Frank Bridge, William Walton, Roger Quilter, Darius Milhaud, Germaine Tailleferre en Freddie Mercury. Wat Belgische muziek betrof, koos ze voor Irene Poldowski en Patrick Leterme, die op vraag van Devos twee gedichten van Oscar Wilde op muziek zette. Devos heeft een gevarieerde muzieksmaak. Ze luistert eigenlijk alleen naar klassieke muziek als ze werkt. Om dat te illustreren maakte ze ter promotie van And Love Said een Spotify-playlist, met muziek van Queen, Hanson, Michael Jackson, Björk, Kate Bush en uiteraard ook Britten, Ravel en Wagner.
Op 6 mei 2021 bracht ze samen met pianist Julien Libeer en kamermuziekensemble Quatuor Alfama werk van Ernest Chausson en Gabriel Fauré in deSingel in Antwerpen. Vanwege de coronacrisis was dit concert enkel virtueel bij te wonen, via deSingel Onlive.
Jodie Devos overleed in Parijs op 16 juni 2024 op 35-jarige leeftijd aan de gevolgen van borstkanker.

## Onderscheidingen
- 2014 - Koningin Elisabethwedstrijd - Tweede prijs in de categorie "Zang"[20]
- 2015 - Young Talent Artist of the Year 2015 van de International Classical Music Awards (ICMA).[21]
- 2015 - Ereburger van Namen.
- 2015 - Jonge Musicus van het Jaar (Caecilia Prijzen) van de Vereniging van de Belgische Muziekpers (VBMP)[22]
- 2019 - Offenbach Colorature (Alpha Classics) kreeg de Diapason d’Or de L’Année en de Oper! Award Best Solo Album.[23]

## Belangrijke vertolkingen
- Ida en vervolgens Adèle in Die Fledermaus van Strauss, Opéra Comique, 2014
- Alice in Le Comte Ory van Rossini, Opéra Comique, 2014
- Rosina in Il barbiere di Siviglia van Rossini, Opéra Royal de Wallonie, 2015
- Hoofdrol in Lakmé van Delibes, Opéra Royal de Wallonie, 2017
- Het vuur, de prinses en de nachtegaal in L’Enfant et les sortilèges van Ravel, Opéra national de Montpellier, 2017
- Eurydice in Orphée aux enfers van Offenbach, Opéra Royal de Wallonie, 2017
- Susanna in Le nozze di Figaro van Mozart, Opéra Royal de Wallonie, 2018
- L'amour in Orphée et Eurydice van Gluck, Capitole de Toulouse, 2018
- De koningin van de nacht in Die Zauberflöte van Mozart, Opéra Bastille, 2019
- Olimpia in Les contes d'Hoffmann van Offenbach, Opéra Bastille, 2020